# Каспшик, Мариан
Мариан Кшиштоф Каспшик (пол. Marian Krzysztof Kasprzyk; 22 сентября 1939 Кельце, Польша) — польский боксёр, олимпийский чемпион 1964 года, бронзовый призёр Олимпийских игр 1960 года и чемпионата Европы 1961 года.

## Награды
- Крест Заслуги 1-й степени (1960[1])